# Pat
Pat là một thị trấn thuộc hạt Zala, Hungary. Thị trấn này có diện tích 8,33 km², dân số năm 2010 là 226 người, mật độ 27 người/km².